# متحف إل باسو للفن
متحف إل باسو للفن هو أحد متاحف الفنون الأمريكية. يقع في مدينة إل باسو بولاية تكساس.

## التأسيس
تأسس متحف إل باسو للفنون في عام 1959، ويقع في وسط مدينة إل باسو بولاية تكساس. اعتُمد لأول مرة في عام 1972، وهو المتحف الفني الوحيد المعتمد ضمن دائرة نصف قطرها 250 ميلاً ويخدم ما يقرب من 100,000 زائر سنويًا. اكتمل بناء مبناه الجديد في عام 1998. بالإضافة إلى مجموعاته الدائمة والمعارض الخاصة، يقدم المتحف أيضًا دروسًا في الفن وسلاسل أفلام ومحاضرات وحفلات موسيقية وجلسات سرد القصص وغيرها من البرامج التعليمية في غرب تكساس وجنوب نيو مكسيكو وسيوداد خواريز.
تضم مكتبة «أجلور ميدوس» الفنية التابعة للمتحف مجموعة خاصة من الكتب المرجعية لتاريخ الفنون. يتميز المتحف في بتركيزه الشديد على الفنانين الإقليميين والأعمال ذات المكانة الدولية. تتكون مقتنياته من خمس مجموعات تختلف في أصولها وموضوعاتها الفنية.